# Guido Alberto Fano
Guido Alberto Fano (Padova, 18 maggio 1875 – Tauriano, 14 agosto 1961) è stato un compositore, direttore d'orchestra e pianista italiano di origine ebraica, superstite dell'Olocausto.

## Biografia
Inizia gli studi musicali con Vittorio Orefice e intraprende poi quelli pianistici sotto la guida di Cesare Pollini.
Nel 1894 Giuseppe Martucci lo vuole suo allievo di pianoforte e composizione a Bologna e nel 1897 lo dichiara suo allievo prediletto.
Nel 1896 si reca in Germania e Austria per una tournée concertistica e per conoscere la vita musicale di quei paesi, grazie a una borsa di studio ministeriale per perfezionamento all'estero ottenuta "per singolari meriti di composizione".
Nel 1897 consegue il Diploma di Maestro Compositore a pieni voti con lode presso il Liceo musicale di Bologna (ne è direttore Giuseppe Martucci, pure insegnante di alta composizione). L'anno seguente vince il Primo premio nel Concorso indetto dalla Società del quartetto di Milano con la "Sonata per pianoforte e violoncello". Viene nominato Direttore dell'Accademia "Pierluigi da Palestrina" di Bologna per lo studio e la diffusione dell'arte corale antica italiana.
Nel 1899 ottiene la nomina di insegnante di pianoforte al Liceo Musicale di Bologna, e nel 1900 il diploma di organizzatore dei concerti spirituali per la Mostra di Arte Sacra San Francesco di Bologna. Ottiene inoltre una Menzione d'onore al prestigioso "Concorso Internazionale Rubinstein per compositori" di Vienna, con l'"Andante e Allegro con fuoco per pianoforte e orchestra", la "Sonata per pianoforte e violoncello", le "Quattro Fantasie per pianoforte solo".
Nel 1901 si laurea in Giurisprudenza all'Università di Bologna.
Nel 1902 collabora con Gabriele D'Annunzio per la stampa delle musiche di Antonio Scontrino annesse alla tragedia "Francesca da Rimini".
Nel 1905 è nominato Direttore del Regio Conservatorio di Musica di Parma a seguito di concorso per titoli, unico vincitore su trentasei concorrenti per giudizio unanime dei commissari Toscanini, D'Arienzo, Falchi, Gallignani, Zuelli.

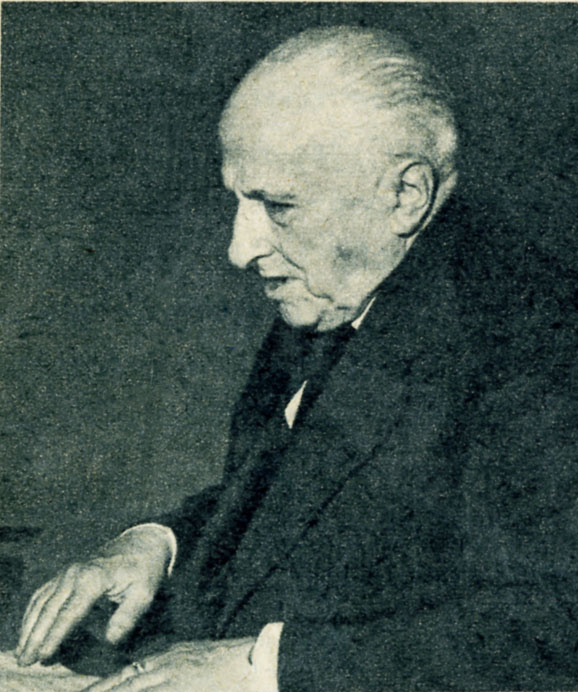
Guido Alberto Fano nel 1955

Fra il 1905 e il 1912 forma, nella scuola di alta composizione e direzione d'orchestra, discepoli come Frazzi, Ghione, Dal Campo, promuove e incoraggia istituzioni di concerti e di varia cultura musicale, esegue concerti come pianista solista e di musica da camera, dirige concerti sinfonici seguendo nei programmi l'ampia linea culturale infusagli dai maestri Pollini e Martucci, dirige una stagione d'opera a Parma (1906-07) e una a Reggio Emilia (1907-08).
Nel 1911 rifiuta la nomina a insegnante e virtuoso di pianoforte al "College of Music" di Cincinnati, Ohio (USA).
Nel 1912 viene nominato Direttore del Regio Conservatorio "San Pietro a Majella" di Napoli.
Nel periodo napoletano dirige concerti sinfonici vari e continua l'opera di animatore di vita e cultura musicale. Forma in Conservatorio altri allievi di composizione fra cui Capuana.
Nel 1916 riceve la nomina a Direttore del Regio Conservatorio Vincenzo Bellini di Palermo.
Nel 1922 ottiene la nomina a Professore di pianoforte principale al regio Conservatorio "Giuseppe Verdi" di Milano.
Dal 1938 è rimosso dall'insegnamento a causa delle leggi razziali e dal 1943 al 1945 è costretto a fuggire e rifugiarsi a Fossombrone e Assisi.
Alla fine della guerra riprende il suo posto di insegnamento che lascia definitivamente nel 1947, anno in cui viene collocato a riposo.
Muore il 14 agosto 1961 a Tauriano, frazione di Spilimbergo, provincia di Pordenone.

## Composizioni

### Opere liriche
- Astrea (1903)
- Juturna (1912)

### Musica sinfonica
- Preludio sinfonico (1896)
- Ouverture in fa minore (1897)
- Andante e allegro con fuoco per pianoforte e orchestra (1900)
- Due poemi per canto e grande orchestra (1907)
- La tentazione di Gesù (poema sinfonico da Arturo Graf, 1909)
- Impressioni sinfoniche da Napoleone (1949).

### Musica da camera
- Fantasia Sonata per violino e pianoforte (1893)
- Romanza per pianoforte e violoncello (1894)
- Pagine d'album per violino e pianoforte (1895)
- Andante appassionato per violino e pianoforte (1896)
- Sonata per pianoforte e violoncello (1898)
- Quintetto per pianoforte e archi (1917)
- Ansietà per pianoforte e violino (1932)
- Allegretto scherzoso per pianoforte e violoncello (1932)
- Arcano! per pianoforte, violino e violoncello (1932)
- Quartetto per archi (1942).

### Musica per pianoforte
- Allegro, Melodia, Presto (1892)
- Preludio, Mestizia, Valse-Impromptu, Intermezzo, Studio, Finale (1892-93)
- Sonatina (1895)
- Sonata (1895-99)
- Quattro Fantasie (1896)
- L'enfant s'amuse; Imago ... e Solitudo (1933)
- Tema con variazioni (1941)
- Corale variato (1942)

### Liriche per canto e pianoforte
Tra parentesi l'autore dei versi
- Quattro canti (Angelina De Leva - 1895)
- Tre canti (Luigi Arturo Bresciani - 1896)
- Cinque canti (Giuseppe Lipparini - 1900)
- Tre Canzoni del Decameron (Giovanni Boccaccio - 1901)
- Canzone (Guido Alberto Fano - 1903)
- Chi sa! (Rocco Pagliara - 1904)
- Nebbia (Giovanni Pascoli - 1906)
- Passa la nave mia (Giosuè Carducci, da Heinrich Heine - 1906)
- Vere novo (Giosuè Carducci - 1906)
- Il sogno della vergine (Giovanni Pascoli - 1913)
- Le Lis (Alphonse de Lamartine - 1916)
- Triste canto (Enrico Panzacchi - 1933)
- Tre canti (Gabriele D'Annunzio - Giosuè Carducci - 1945)
- ...a l'avvenire (Gabriele D'Annunzio - 1945)
- Tre canti (Gabriele D'Annunzio - 1945)
- La stornellatrice (Gabriele D'Annunzio - 1945).

## Curiosità
L'Archivio Musicale Guido Alberto Fano Onlus di Venezia svolge dal 2003 intensa attività divulgativa per far conoscere la figura e l'opera del compositore padovano attraverso un ciclo annuale di concerti di musica da camera che si tengono presso il Teatro La Fenice di Venezia, ma anche con edizione e stampa di spartiti e partiture musicali, incisioni discografiche, ricerca musicologica.
Al compositore è dedicato il Concorso Pianistico Internazionale Guido Alberto Fano di Padova il cui comitato d'onore è stato presieduto dal leggendario pianista Earl Wild (1915-2010).